# Campeonato Brasileiro Série C 2020
Il Campeonato Brasileiro Série C 2020 sarà la 31ª edizione del Campeonato Brasileiro Série C.

## Squadre partecipanti
| Squadra        | Città              | Stato             | Allenatore         |
| -------------- | ------------------ | ----------------- | ------------------ |
| Boa Esporte    | Varginha           | Minas Gerais      | Ariel Mamede       |
| Botafogo-PB    | João Pessoa        | Paraíba           | Evaristo Piza      |
| Brusque        | Brusque            | Santa Catarina    | Jerson Testoni     |
| Criciúma       | Criciúma           | Santa Catarina    | Itamar Schülle     |
| Ferroviário-CE | Fortaleza          | Ceará             |                    |
| Imperatriz     | Imperatriz         | Maranhão          | Charles Guerreiro  |
| Ituano         | Itu                | San Paolo         | Vinícius Bergantin |
| Jacuipense     | Riachão do Jacuípe | Bahia             | Jonilson Veloso    |
| Londrina       | Londrina           | Paraná            | Silvinho           |
| Manaus         | Manaus             | Amazonas          |                    |
| Paysandu       | Belém do Pará      | Pará              | João Brigatti      |
| Remo           | Belém do Pará      | Pará              | Paulo Bonamigo     |
| Santa Cruz     | Recife             | Pernambuco        | Marcelo Martelotte |
| São Bento      | Sorocaba           | San Paolo         | Edson Vieira       |
| São José-RS    | Porto Alegre       | Rio Grande do Sul | China Balbino      |
| Tombense       | Tombos             | Minas Gerais      | Julinho Camargo    |
| Treze          | Campina Grande     | Paraíba           | Marcelinho Paraíba |
| Vila Nova      | Goiânia            | Goiás             | Márcio Fernandes   |
| Volta Redonda  | Volta Redonda      | Rio de Janeiro    | Neto Colucci       |
| Ypiranga-RS    | Erechim            | Rio Grande do Sul | Celso Teixeira     |

## Prima fase

### Gruppo A
| Pos. | Squadra        | Pt | G  | V  | N | P  | GF | GS | DR  |
| ---- | -------------- | -- | -- | -- | - | -- | -- | -- | --- |
| 1    | Santa Cruz     | 37 | 18 | 11 | 4 | 3  | 32 | 16 | +16 |
| 2    | Remo           | 31 | 18 | 8  | 7 | 3  | 20 | 10 | +10 |
| 3    | Vila Nova      | 31 | 18 | 8  | 7 | 3  | 20 | 11 | +9  |
| 4    | Paysandu       | 29 | 18 | 8  | 5 | 5  | 25 | 14 | +11 |
| 5    | Manaus         | 26 | 18 | 6  | 8 | 4  | 19 | 18 | +1  |
| 6    | Jacuipense     | 24 | 18 | 6  | 6 | 6  | 19 | 21 | –2  |
| 7    | Ferroviário-CE | 23 | 18 | 6  | 5 | 7  | 27 | 22 | +5  |
| 8    | Botafogo-PB    | 20 | 18 | 4  | 8 | 6  | 19 | 17 | +2  |
| 9    | Treze          | 19 | 18 | 4  | 7 | 7  | 19 | 21 | –2  |
| 10   | Imperatriz     | 1  | 18 | 0  | 1 | 17 | 10 | 60 | –50 |

|             | BPB  | FAC  | IMP  | JAC  | MAN | PAY  | REM  | STC  | TRE  | VIL  |
| ----------- | ---- | ---- | ---- | ---- | --- | ---- | ---- | ---- | ---- | ---- |
| Botafogo-PB | –––– | 2–1  | 7–0  | 1–1  | 0–0 | 1–1  | 0–0  | 1–2  | 1–1  | 0–0  |
| Ferroviário | 2–0  | –––– | 7–0  | 0–0  | 1–1 | 0–2  | 1–0  | 1–3  | 0–1  | 4–0  |
| Imperatriz  | 1–2  | 1–2  | –––– | 1–2  | 1–2 | 0–3  | 0–0  | 1–6  | 1–2  | 1–3  |
| Jacuipense  | 1–1  | 0–0  | 3–1  | –––– | 1–0 | 0–1  | 1–2  | 1–0  | 3–2  | 0–3  |
| Manaus      | 3–2  | 1–1  | 1–0  | 2–1  | —   | 2–1  | 0–2  | 0–0  | 1–1  | 1–1  |
| Paysandu    | 1–0  | 3–0  | 6–1  | 1–2  | 1–1 | –––– | 2–3  | 0–0  | 1–0  | 0–0  |
| Remo        | 0–0  | 2–1  | 5–0  | 2–0  | 1–0 | 0–0  | –––– | 0–2  | 1–0  | 0–0  |
| Santa Cruz  | 1–0  | 3–3  | 2–0  | 3–3  | 1–2 | 2–1  | 1–0  | –––– | 3–2  | 2–0  |
| Treze       | 2–0  | 0–3  | 4–1  | 0–0  | 1–1 | 0–1  | 2–2  | 0–1  | –––– | 1–1  |
| Vila Nova   | 0–1  | 3–0  | 3–0  | 1–0  | 2–1 | 2–0  | 0–0  | 1–0  | 0–0  | –––– |

### Gruppo B
| Pos. | Squadra       | Pt | G  | V | N | P | GF | GS | DR |
| ---- | ------------- | -- | -- | - | - | - | -- | -- | -- |
| 1    | Ypiranga-RS   | 31 | 18 | 9 | 4 | 5 | 31 | 26 | +5 |
| 2    | Ituano        | 29 | 18 | 8 | 5 | 5 | 28 | 20 | +8 |
| 3    | Londrina      | 29 | 18 | 8 | 5 | 5 | 20 | 16 | +4 |
| 4    | Brusque       | 29 | 18 | 8 | 5 | 5 | 23 | 26 | –3 |
| 5    | Tombense      | 27 | 18 | 7 | 6 | 5 | 21 | 18 | +3 |
| 6    | Volta Redonda | 23 | 18 | 5 | 8 | 5 | 31 | 23 | +8 |
| 7    | São José-RS   | 20 | 18 | 5 | 5 | 8 | 15 | 23 | –8 |
| 8    | Criciúma      | 19 | 18 | 4 | 7 | 7 | 20 | 25 | –5 |
| 9    | São Bento     | 17 | 18 | 3 | 8 | 7 | 13 | 19 | –6 |
| 10   | Boa Esporte   | 15 | 18 | 2 | 9 | 7 | 17 | 23 | –6 |

|               | BOA  | BRU  | CRI  | ITU  | LON  | SBN  | SJO  | TOM  | VRE  | YPI  |
| ------------- | ---- | ---- | ---- | ---- | ---- | ---- | ---- | ---- | ---- | ---- |
| Boa Esporte   | –––– | 0–1  | 2–0  | 1–2  | 0–0  | 0–1  | 1–0  | 1–1  | 2–2  | 1–1  |
| Brusque       | 2–2  | –––– | 3–1  | 2–0  | 2–1  | 1–0  | 0–0  | 1–0  | 1–8  | 2–1  |
| Criciúma      | 3–1  | 2–2  | –––– | 0–2  | 2–1  | 3–1  | 2–0  | 0–1  | 1–1  | 4–4  |
| Ituano        | 4–3  | 3–1  | 2–2  | –––– | 1–1  | 0–0  | 2–2  | 3–0  | 2–0  | 1–2  |
| Londrina      | 2–0  | 2–1  | 0–0  | 1–0  | –––– | 1–0  | 1–0  | 2–1  | 1–0  | 3–2  |
| São Bento     | 1–1  | 0–1  | 0–0  | 0–3  | 1–0  | –––– | 2–0  | 2–2  | 1–1  | 1–1  |
| São José-RS   | 0–0  | 1–0  | 2–0  | 0–1  | 0–0  | 1–0  | –––– | 2–2  | 0–2  | 2–0  |
| Tombense      | 1–1  | 2–0  | 1–0  | 0–0  | 2–1  | 1–1  | 4–0  | –––– | 1–0  | 2–0  |
| Volta Redonda | 0–0  | 2–2  | 0–0  | 3–1  | 2–2  | 1–1  | 3–4  | 2–0  | –––– | 1–2  |
| Ypiranga-RS   | 2–1  | 1–1  | 2–0  | 2–1  | 2–1  | 2–1  | 3–1  | 2–0  | 2–3  | –––– |

## Seconda fase

### Gruppo C
| Pos. | Squadra    | Pt | G | V | N | P | GF | GS | DR |
| ---- | ---------- | -- | - | - | - | - | -- | -- | -- |
| 1    | Vila Nova  | 10 | 6 | 3 | 1 | 2 | 6  | 7  | –1 |
| 2    | Brusque    | 9  | 6 | 2 | 3 | 1 | 9  | 6  | +3 |
| 3    | Santa Cruz | 8  | 6 | 2 | 2 | 2 | 8  | 7  | +1 |
| 4    | Ituano     | 5  | 6 | 1 | 2 | 3 | 7  | 10 | –3 |

|            | BRU  | ITU  | STC  | VIL  |
| ---------- | ---- | ---- | ---- | ---- |
| Brusque    | –––– | 4–2  | 0–0  | 0–0  |
| Ituano     | 1–1  | –––– | 1–2  | 0–1  |
| Santa Cruz | 3–1  | 1–1  | –––– | 1–2  |
| Vila Nova  | 0–3  | 1–2  | 2–1  | –––– |

### Gruppo D
| Pos. | Squadra     | Pt | G | V | N | P | GF | GS | DR |
| ---- | ----------- | -- | - | - | - | - | -- | -- | -- |
| 1    | Remo        | 10 | 6 | 3 | 1 | 2 | 7  | 5  | +2 |
| 2    | Londrina    | 9  | 6 | 2 | 3 | 1 | 7  | 6  | +1 |
| 3    | Ypiranga-RS | 7  | 6 | 2 | 1 | 3 | 8  | 9  | –1 |
| 4    | Paysandu    | 7  | 6 | 2 | 1 | 3 | 6  | 8  | –2 |

|             | BRU  | ITU  | STC  | VIL  |
| ----------- | ---- | ---- | ---- | ---- |
| Londrina    | –––– | 0–0  | 0–0  | 1–1  |
| Paysandu    | 3–2  | –––– | 0–1  | 2–1  |
| Remo        | 0–1  | 3–1  | –––– | 2–1  |
| Ypiranga-RS | 2–3  | 1–0  | 2–1  | –––– |

### Finale
| Squadra 1 | Totale | Squadra 2 | Andata | Ritorno |
| --------- | ------ | --------- | ------ | ------- |
| Vila Nova | 8 - 3  | Remo      | 5 - 1  | 3 - 2   |